# Aubigny (Vendée)
Aubigny korábbi község Franciaország Loire mente régiójában, Vendée megyében. 2016. január 1-jén Les Clouzeaux korábbi községgel egyesült és az így létrejött Aubigny-Les Clouzeaux új község része lett.
Lakosainak száma 3881 fő (2018. január 1.). Aubigny Les Clouzeaux, La Roche-sur-Yon, Nesmy, La Boissière-des-Landes és Nieul-le-Dolent községekkel határos.

## Népesség
A település népességének változása:
| Lakosok száma | 1197 | 1266 | 1644 | 2193 | 2245 | 2886 | 3483 | 3681 | 3799 | 3881 |
|               | 1962 | 1968 | 1975 | 1982 | 1990 | 2008 | 2013 | 2015 | 2017 | 2018 |